# アセンズの戦い
アセンズの戦い（Battle of Athens）、またはマクミン郡戦争（McMinn County War）とは、第二次世界大戦後のアメリカ合衆国で発生した暴動である。1946年8月1日、テネシー州アセンズおよびエトワの住民が郡政府の政治腐敗に対する反発から蜂起した。この蜂起には第二次世界大戦を生き延びた復員兵も大勢参加した。この事件はしばしば銃器所持権の支持者により、アメリカ合衆国憲法修正第2条が暴政と戦う為に機能した例として引用される。

## 背景
当時、マクミン郡は長らく続く政治腐敗の只中にあり、不正選挙も横行していた。1940年、1942年、1944年には司法省による不正選挙の調査も行われていたが、何ら有効な対策は取られていなかった。この腐敗の発端は1936年の郡保安官(sheriff)の選挙に民主党側候補として立候補したポール・カントレル(Paul Cantrell)によって形成されたものであった。彼はエトワの有力者として知られる大富豪で、民主党出身だったフランクリン・ルーズベルト大統領の人気を利用する形で選挙活動を展開した末、保安官に選出された。カントレルは1936年、1938年、1940年の保安官選挙で保安官に選出された上、1942年と1944年にはテネシー州上院議員に選出されている。カントレルが上院議員になった後、彼の側近だった保安官助手(deputy)のパット・マンスフィールド(Pat Mansfield)が保安官に選出されている。1941年に制定された州法では、選挙区(Voting precinct)を23区から12区まで削減することとされ、これに伴い治安判事(Justice of the peace)も14人から7人に削減することになっていた。この際に残された治安判事のうち4人はカントレルの息のかかった者であった。カントレルの庇護を受けたマンスフィールド保安官や保安官助手は強権を振るって公然と賄賂を受け取り、逮捕も釈放も全て賄賂次第という有り様であった。郡を通り抜けようとするバスはしばしば路肩へ停車させられ、実際に有罪か否かを問わず無作為に選ばれた乗客が酩酊罪(drunkenness)で違反切符を切られていたという。
1946年8月、カントレルはマンスフィールドを上院議員に推薦する傍ら再び保安官選挙に立候補した。当時、マクミン郡には戦地から戻った復員兵およそ3,000名が暮らしており、彼らは郡人口の10％を占めていた。彼らの中にはカントレルの政治支配に反発し、無党派候補を擁立して不正のない選挙戦を行おうとする者もいた。こうした復員兵らにより、軍人無党派連盟(GI Non-Partisan League)が結成された。これに所属した復員兵の１人、ビル・ホワイト(Bill White)は次のような宣言を行った。
これはアセンズの周りの居酒屋やホンキートンクで起こっていることだ。我々は荒れている。そう、その時我々は法執行機関との問題を抱えたのだ。彼らは新しい習慣のように兵隊共を捕まえては重い罰金を科している。何の為か……それはつまり、一種の恐喝だ。我々の多くは筋金入りの第二次世界大戦復員兵だ。長く過酷な兵役を終えたなら、かつては誰の邪魔もなく好きに酒やビールを飲めたものだった。これが叶えられない時、兵隊共は怒り狂う。これ以上兵隊共が逮捕され、傷つけられた時、我々は怒り狂うぞ……
同年の保安官選挙にてカントレルの対立候補となったのは、復員兵を代表して出馬したノックス・ヘンリー(Knox Henry)であった。彼は正常な選挙と郡政府の改革を公約として掲げ、次のような演説を行った。
このマクミン郡には、我々が先の戦争で打ち倒したような主義は存在させない。我々は民主主義を信じてこそ民主主義の為に戦った。しかし、我々が暮らすこの郡ではそれが達成されていない。

## 戦闘
1946年8月1日、保安官選挙の投票が行われた。マクミン郡保安官事務所には15名程度の保安官助手が勤務していたが、この日は隣接する郡からの増強を受けて合計200名程度の武装した保安官助手らが各選挙区で警備にあたっていた。投票箱が閉じられる前後にはいくつもの衝突が起こっており、例えばトム・ガレスピーという黒人男性は投票直後に保安官助手らの襲撃を受けた。ガレスピーが逃げようとすると、保安官助手C・M・ワイズ(C.M. Wise)が彼を銃撃して負傷させたのである。ワイズは後に懲役刑が科せられ、この事件に関して起訴を受けた唯一の者となった。
投票箱が閉じられた後、保安官助手らはそれを押収して人々の目に触れない監獄まで運び込んで開票を行おうとした。復員兵らはこれに反抗し、武装して監獄を目指した。この際に一部の復員兵が州兵の武器庫を襲撃し、相当数の銃器と弾薬を確保している。監獄を包囲した復員兵の数は定かではなく、数百人という説から最高で2,000人という説もある。
復員兵らが到着した時、監獄にはバリケードが構築され、55名の保安官助手によって守られていた。復員兵らはまず投票箱の引き渡しを要求したものの拒否され、まもなく銃撃戦が始まった。銃撃戦の時間についても資料によって異なり、数時間とするものから、より短い時間で終わったとするものがある。最終的に監獄のドアがダイナマイトで破壊され、負傷者を含む保安官助手らは投降した。こうして、投票箱は復員兵らによって確保された。
監獄で復員兵と保安官助手が対峙している頃、アセンズ市街では大規模な暴動が発生しており、警察車両などが破壊された。この暴動は投票箱の確保後もしばらく続いたが、朝までには沈静化した。

## その後
その後、軍人無党派連盟から選ばれた5人の候補者が保安官の任についた。彼らによる改革で給与制度も変更され、郡職員の月給上限は5,000ドルと定められた。この勝利の勢いの中、カントレルと結託していたギャンブルハウスが襲撃を受けて破壊されている。保安官助手は任期が残っている者も含めてほとんどが解任され、新しい者と入れ替えられた。
1947年1月4日、軍人無党派連盟の5人の指導者は次のような声明を公開書簡として発表した。
我々はより強力なものと交換するため、1つの機械を廃止したのである。
軍人無党派連盟は権力の座にとどまり続けることはできず、間もなくして伝統的な政党が権力に復帰した。

## メディア
1992年のテレビ映画『勇士たちの帰郷』（原題：An American Story）はこの事件を題材としているが、物語の舞台は1945年のテキサス州とされている。この映画は1993年度プライムタイム・エミー賞の2部門と全米撮影監督協会テレビ部門にノミネートされた。小説『Unintended Consequences』でもこの事件への言及がある。